# Rinzia schollerifolia
Rinzia schollerifolia là một loài thực vật có hoa trong Họ Đào kim nương. Loài này được (Lehm.) Trudgen miêu tả khoa học đầu tiên năm 1986.